# Henri Dentz
Henri Fernand Dentz (Roanne, 16 december 1881 – Fresnes, 13 december 1945) was een officier in het Franse leger (Armée de Terre) en na de Franse overgave tijdens de Tweede Wereldoorlog diende hij in het Vichy-Franse Leger.
In 1940, bij de nederlaag van het Franse leger, was Dentz militair gouverneur van Parijs.
Dentz was als opperbevelhebber van de Armée du Levant en als Hoge Commissaris van de Levant verantwoordelijk voor de verdediging van de Franse mandaatgebieden Syrië en Libanon. Dentz voerde het commando over een leger van bijna 45.000 man. De autoriteiten van Vichy gaven toestemming aan de Duitse Luftwaffe en de Italiaanse Regia Aeronautica om te tanken in Syrië en Libanon voor en tijdens de Anglo-Iraakse Oorlog. Door dit voorval planden de geallieerden een invasie van de Franse mandaatgebieden.
Op 8 juni 1941 viel tijdens Operatie Exporter een troepenmacht van bijna 20.000 Australische, Indische, Vrije Franse en Britse troepen onder commando van Sir Henry M. Wilson Syrië en Libanon binnen. Damascus, de hoofdstad van Syrië, werd op 21 juni 1941 verlaten door de Vichy-Fransen. De gevechten gingen verder in Libanon maar de Vichy-troepen bleven terrein verliezen. In juli waren de Australiërs in de buurt van Beiroet. De val van Beiroet, de hoofdstad van Libanon, betekende het einde van de oorlog. Op 10 juli toen de Australische 21ste Brigade op te punt stond om Beiroet binnen te trekken verzocht Dentz om een wapenstilstand. Op 12 juli kwam er een staakt-het-vuren. Tijdens het staakt-het-vuren beval Dentz schepen en vliegtuigen die onder zijn commando stonden om naar Turkije te gaan waar ze geïnterneerd werden.
De wapenstilstand werd op 14 juli in het Palestijnse Akko getekend. Er waren 37.736 Vichy-Franse krijgsgevangen die het conflict overleefden. De meesten van hen kozen ervoor om te worden gerepatrieerd naar Frankrijk, liever dan om dienst te nemen bij de Vrije Fransen. 
In januari 1945 werd Dentz ter dood veroordeeld wegens hulp aan de asmogendheden. Charles de Gaulle zette de straf later om in levenslang. Hij overleed tijdens zijn gevangenschap.

## Militaire carrière
- Generaal (Général d'armée): 15 juni 1941[3]
- Luitenant-generaal (Général de corps d'armée): 9 september 1939[3][1]
- Generaal-majoor (Général de division): 22 december 1937[3][1]
- Brigadegeneraal (Général de brigade): 3 december 1934[3]
- Kolonel (Colonel): 1931
- Luitenant-kolonel (Lieutenant-Colonel): december 1927 - 1926[1]
- Majoor (Brevet d'état-major): 1910

## Onderscheidingen
- Legioen van Eer
  - Grootofficier op 3 oktober 1941[5]
  - Commandeur op 6 december 1940[5]
  - Officier op 7 juli 1927[5]
  - Ridder op 3 mei 1916[5]
- Croix de guerre 1914-1918[6]
- Croix de guerre 1939-1945[6]
- Soldatenkruis[6]
- Koloniale Medaille met gesp "MAROC"[6]